# Ophiozonella projecta
Ophiozonella projecta är en ormstjärneart som först beskrevs av Jean Baptiste François René Koehler 1905.  Ophiozonella projecta ingår i släktet Ophiozonella och familjen Ophiolepididae. Inga underarter finns listade i Catalogue of Life.